# IES Andrés Laguna
El IES Andrés Laguna es un centro educativo público de educación secundaria situado en la ciudad de Segovia, Castilla y León, España.
Tiene su origen en el Instituto Provincial de Segovia, el centro educativo más antiguo de la provincia segoviana. Fue fundado en 1841 y lleva más de 180 años en funcionamiento.
El centro cuenta con una plantilla de 115 profesores y más de 1100 alumnos matriculados. La escuela tiene una importante colección de fósiles, de material científico antiguo y una muestra de teatro anual.
Su nombre conmemora a Andrés Fernández Velázquez Laguna, que firmaba Andrés Laguna, y es conocido como el Doctor Laguna (Segovia, c. 1510-Guadalajara, 1559). Fue un médico humanista español, especialmente dedicado a la farmacología y a la botánica médica.
En mayo de 2022 el centro recibió la Orden Civil de Alfonso X el Sabio por su histórica labor educativa.

## Historia

### 1841-1868
En 1841 es fundado en la ciudad de Segovia el Instituto Provincial de Segovia, primero en su campo de toda la provincia de Segovia. En este momento tanto la Diputación Provincial de Segovia como el Ayuntamiento de Segovia estaban sumidos en gran pobreza económica por este motivo el dinero que se utilizó para la financiación inicial procedía de una partida destinada a la histórica Universidad de Segovia y Su Tierra en este momento en un dudoso vacío legal sobre sus competencias tras la división provincial de 1833. Este y otros traspasos de dinero similares supusieron después que estos organismos recibieran duras quejas de la organización damnificada y el gobernador civil por destinar dinero de toda la Tierra de Segovia al beneficio de únicamente ciudad capitalina.
El primer sitio que ocupó fue el viejo caserón solariego de los Condes de los Villares situado en la actual plazuela del Conde Cheste y nominado como Casa de Segovia. El curso se inició al día siguiente, reuniéndose en sesión el primer Claustro con Juan Rivas Orozco como primer Director. Tras ser rehabilitado el centro fue inaugurado oficialmente por las autoridades el día 2 de noviembre de 1845.
En esta época se trataron de facilitar más medios para que se institucionalizase una educación pública, lo que favoreció el crecimiento del Instituto, culminada con la primera Ley de instrucción Pública promulgada por el ministro liberal Claudio Moyano Samaniego. Igualmente el acceso a este centro era solamente disfrutado por las pocas familias con la suficiente solvencia económica para que sus hijos no tuvieran que ponerse a trabajar.

### 1868-1963

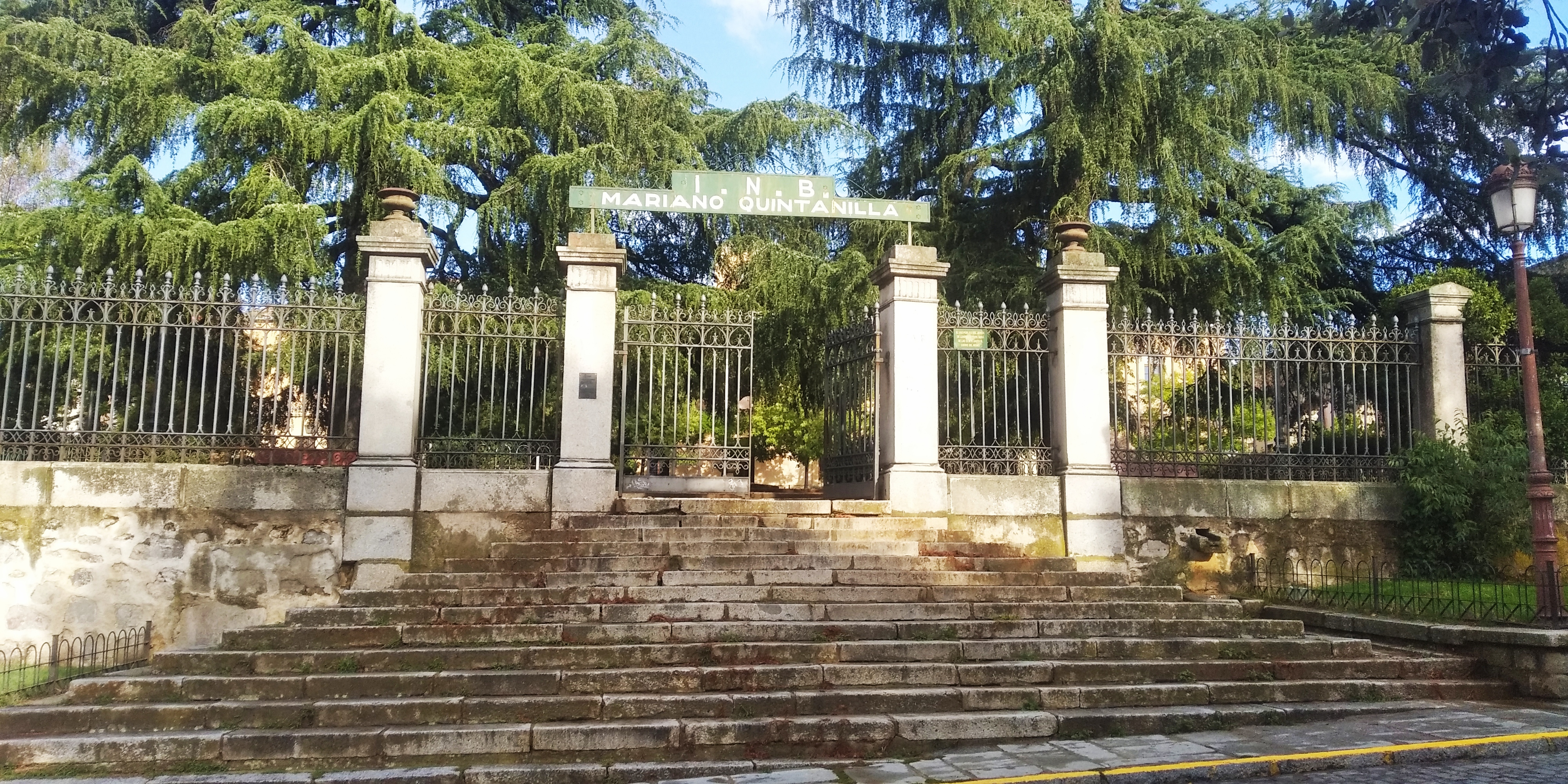
Donde se ubicó el Instituto Provincial de Segovia hasta que fue trasladado a su actual dirección pasando este a ser la delegación femenina hasta constituirse después en el actual instituto independiente IES Mariano Quintanilla

En 1868 el Ministerio solicita que el Instituto pase a ocupar el local de la Escuela de Bellas Artes espacio hoy reformado y ocupado por el Museo de Arte Contemporáneo Esteban Vicente. Pero la oposición del entonces Director Remigio Torres, argumentando un elevado coste y la falta de amplitud lo evita finalmente. La diputación ofreció tres distintos locales para su traslado siendo elegido el Patronato Ochoa y Ondátegui a donde es trasladado con el nombre de "Ochoa Ondátegui" uno de los mejores ejemplos de arquitectura modernista en España, un edificio declarado Bien de Interés Cultura cuyos arquitectos fueron Joaquín Odriozola y Antonio Bermejo y que sigue dando clases desde el 3 de marzo de 1870.

### 1963-actualidad

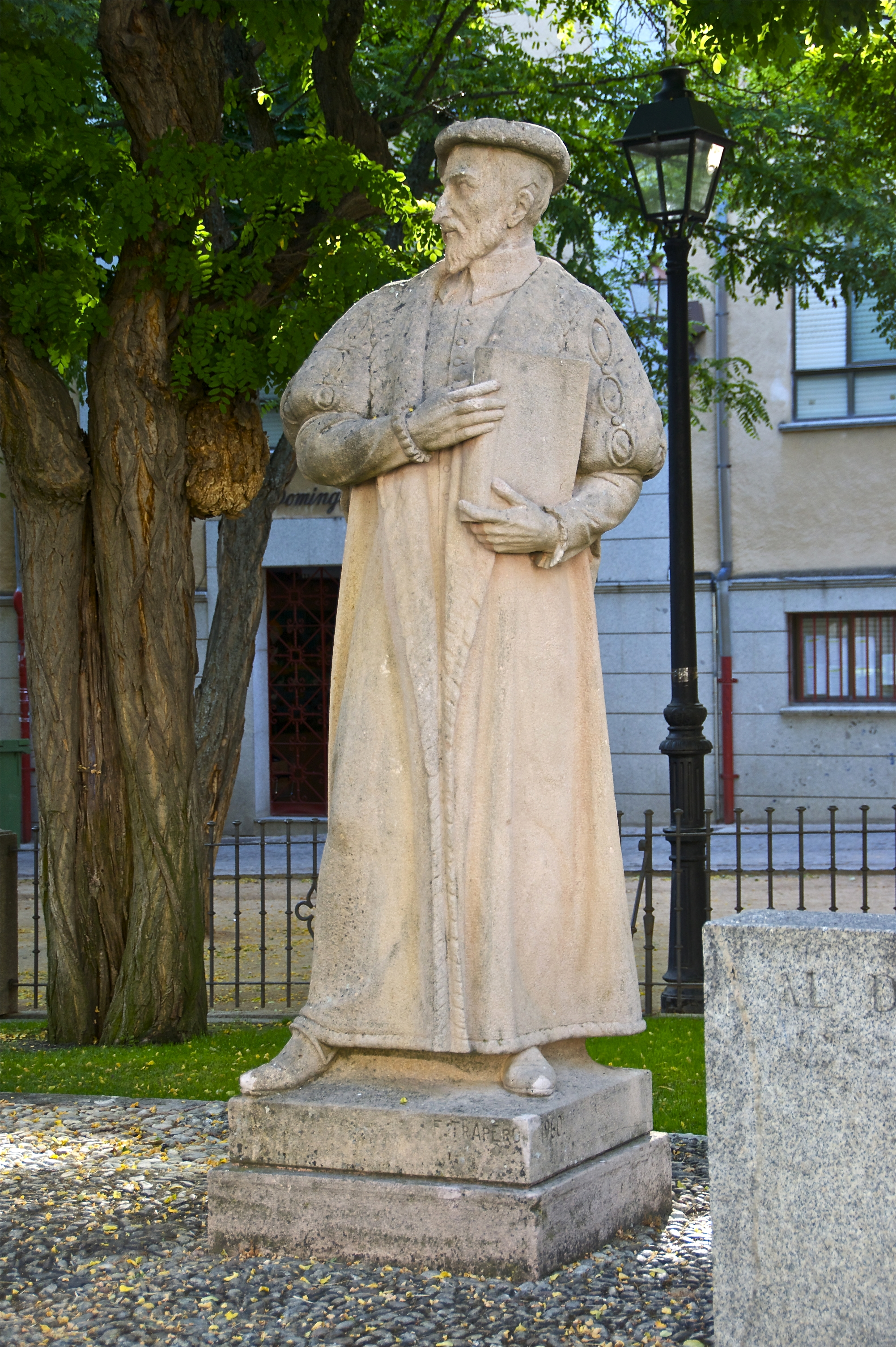
Estatua de Andrés Laguna en Segovia, de Florentino Trapero

El día 14 de octubre de 1963 se inauguró el edificio del paseo del Conde de Sepúlveda, Premio Nacional de Arquitectura en aquel año en el que todavía se mantiene la actividad formativa, desde entonces el centro cambió su nombre en honor al médico y botánico segoviano Andrés Laguna pasando a llamarse Instituto Masculino Andrés Laguna El edificio antiguo se convirtió en la delegación femenina de este y que en 1969 se segregó bajo el nombre de IES Mariano Quintanilla, ambos son hoy centros mixtos.
Tras la Ley Orgánica de Ordenación General del Sistema Educativo de España de 1990 adquirió su denominación actual de IES Andrés Laguna.
Su actual director es Juan Solorzano Sendino, en el cargo de manera temporal desde julio de 2020 sustituyendo al anterior director Rodrigo Santos Álvarez hasta ser ratificado permanentemente vigente ya la LOMLOE en 2021.

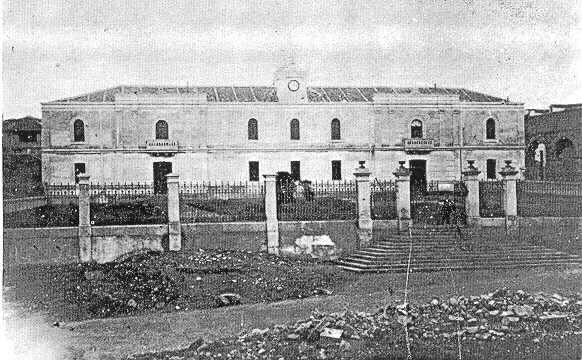
Estado del antiguo edificio a finales del siglo XIX

## Enseñanzas impartidas

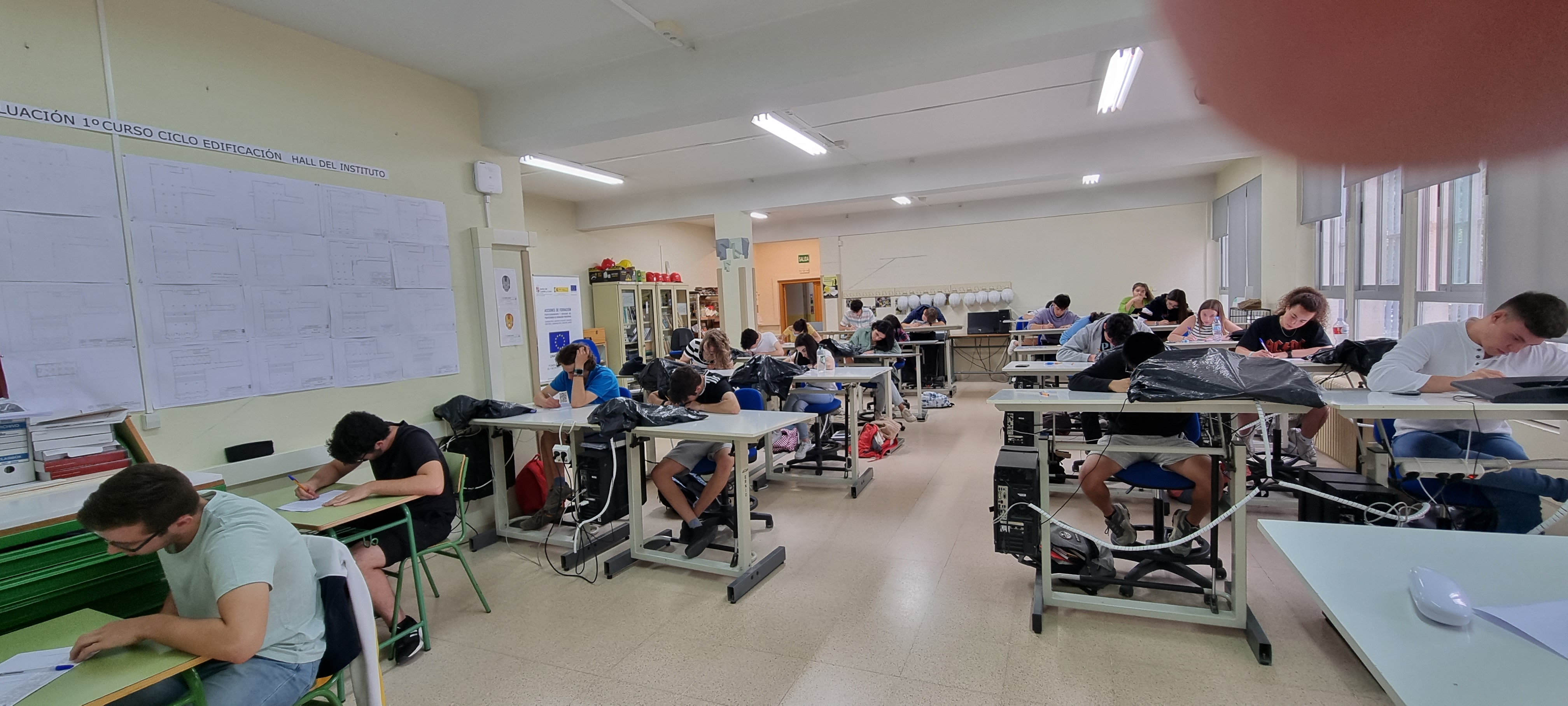
Alumnos de 1º. de Bachillerato BIE haciendo un examen en el aula de FP de Edificación en 2022

En el centro educativo se ofrecen las siguientes enseñanzas:
- Educación Secundaria Obligatoria (ESO), con modalidad bilingüe desde 2012;
- Educación Secundaria a Distancia para Adultos (EDA);
- Bachillerato, diurno presencial, nocturno semipresencial para adultos y con la modalidad desde 2013 del BIE, investigación científica y excelencia;
- Ciclos Formativos de Grado Superior, Proyectos de Obra Civil, Desarrollo de Proyectos Urbanísticos y O. Topográficas.